# Szany
Szany is een plaats (község) en gemeente in het Hongaarse comitaat Győr-Moson-Sopron. Szany telt 2305 inwoners (2001).